# UDF 2457

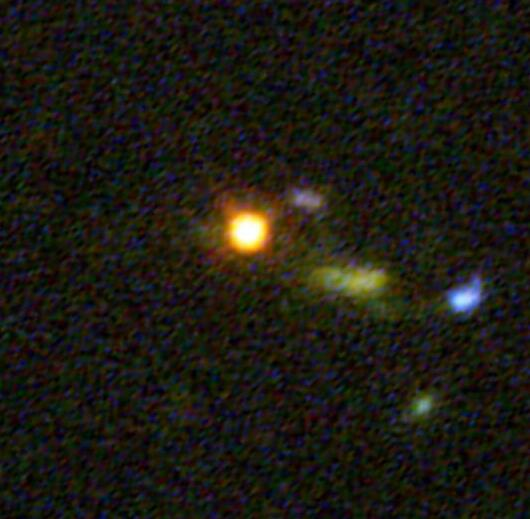
Röd dvärgstjärna UDF 2457 sett av Hubble Ultra Deep Field (UDF)
Foto: STScI, NASA, ESA

UDF 2457 är en ensam stjärna belägen i norra delen av stjärnbilden Ugnen. Den har en skenbar magnitud av ca 25 och kräver ett kraftfullt teleskop med kamera för att kunna observeras. UDF 2457 är Hubble Ultra Deep Field-beteckningen (UDF) för en röd dvärgstjärna som beräknas ligga cirka 59 000 ljusår (18 kiloparsec) från jorden.
Vintergatans galax är cirka 100 000 ljusår i diameter, och solen är cirka 25 000 ljusår från det galaktiska centrumet. Den lilla vanliga stjärnan UDF 2457 kan vara en av de mest avlägsna kända stjärnorna i Vintergatans huvudkropp. Klotformiga stjärnhopar (som Messier 54 och NGC 2419) och stjärnströmmar finns längre ut i den galaktiska haloen.